# São Pedro do Sul kommun, Brasilien
São Pedro do Sul är en kommun i Brasilien.   Den ligger i delstaten Rio Grande do Sul, i den södra delen av landet, 1 700 km söder om huvudstaden Brasília. Antalet invånare är 16 371.
Följande samhällen finns i São Pedro do Sul:
- São Pedro do Sul

Trakten runt São Pedro do Sul består i huvudsak av gräsmarker. Runt São Pedro do Sul är det ganska tätbefolkat, med 52 invånare per kvadratkilometer.